# 030 État 3037 à 3060
Les 030 État 3037 à 3060  sont des machines de type 030, de la compagnie des chemins de fer de l'État. Elles assurent un service mixte: la traction des trains de voyageurs et de marchandises. 

## Histoire
En 1938, lors de la création de la SNCF, elles deviennent 3 - 030 A 14 à 28 

## La construction
Ces locomotives sont livrées à la compagnie de Vendée en quatre séries :
- . 6 à 13 (puis État 3037-3044), construites par Graffenstaden en 1871 ;
- 14 à 17 (puis État 3045-3048), construites par Société de construction des Batignolles en 1873 ;
- 18 à 25 (puis État 3049-3056), construites par Schneider et Cie en 1875 ;
- 26 à 29 (puis État 3057-3060), construites par Société alsacienne de constructions mécaniques à Graffenstaden en 1878.

## Description
Ces machines sont identiques à celles livrées à la compagnie des Charentes. Elles sont du type 030 avec les essieux sous le corps cylindrique. Le foyer et les cylindres sont en porte à faux. Le foyer est à fermes. La distribution est du type Gooch, le régulateur à double tuile.

## Transformations
Plusieurs locomotives de cette série ont été transformées en 130, par ajout d'un bissel avant et numérotées 3601 à 3606.

## Caractéristiques
empattement de la machine: 3,70 m2
empattement de la machine et du tender: 9,74 m2
poids de la machine: 31,525t
poids du tender: 20,580t
capacité du tender en eau: 6,63 m3
capacité du tender en charbon: 4 tonnes
diamètre des roues : 1,51 m
surface de la grille : 1,20 m2
pression de la chaudière : 9,0 kg/cm2
surface de chauffe : 101,0 m2
alésage × course des cylindres : 420 × 600 mm